# Aristodemo (de' Dottori)
Aristodemo è una tragedia in cinque atti scritta da Carlo de' Dottori nel 1657 e pubblicata nel 1670.

## Trama
Aristodemo, re di Itome, città della Messenia in guerra con Sparta, ha appreso da un oracolo che potrà conseguire e conservare il regno se sarà sacrificata agli dei una vergine del suo sangue. Le possibili vittime sono due: Arena, figlia di Licisco (parente del re), e la stessa figlia del re, Merope. Il sorteggio ha designato come vittima Arena. Tuttavia Licisco, per salvarla, afferma che Arena non è sua figlia, e la fa fuggire. Aristodemo decide allora di sacrificare la propria figlia invece della fuggitiva, sordo agli interventi della regina Amfia, madre di Merope, della nutrice e del promesso sposo Policare, i quali insistono tutti sulle ragioni della vita e sulla legge dell'amore. Merope si prepara alla morte accettandola al pensiero della salvezza della patria e di Policare, l'uomo che ama, e immaginando, con disposizione profondamente religiosa ed eroica, che il suo sacrificio debba avvenire nel corso di un rito alla presenza del popolo ammirato. La madre Amfia e il promesso sposo Policare, per salvarla, affermano che il suo sacrificio sarebbe inutile perché Merope non è più vergine: avrebbe sposato segretamente Policare e sarebbe già incinta. Aristodemo allora entra sacrilegamente nella sala dove è custodita Merope, la trafigge con le proprie mani. Nell'opera la morte di Merope è rievocata dalla nutrice che narra come Aristodemo 
(Aristodemo, Atto V, Scena I)
Aristodemo addirittura fruga fra le viscere della figlia alla ricerca vana della prova della sua colpa. Alla morte di Merope segue la morte di Policare, lapidato dalla folla istigata dallo stesso Aristodemo. Al tiranno appaiono due ombre: Merope e Arena che si scopre essa stessa figlia di Aristodemo. Scoprendosi parricida due volte, Aristodemo si uccide con la spada con la quale aveva trafitto Merope.

## Edizioni
- Aristodemo, tragedia di Carlo de' Dottori. All'altezza ser.ma del signor principe Leopoldo di Toscana, In Padoua: appresso Mattio Cadorin, 1657
- Aristodemo tragedia del sig. conte Carlo de' Dottori. All'illustriss. sig. Elena Cornara Piscopia, In Padoua: per Pietro Maria Frambotto, 1670
- Teatro italiano o sia Scelta di tragedie per uso della scena tomo terzo ed ultimo. In cui si contengono Il Solimano del Bonarelli, L'Alcippo del Ceba, L'Aristodemo del Dottori, La Cleopatra del cardinal Delfino non più stampata ; a cura di Scipione Maffei, In Verona: presso Jacopo Vallarsi, 1723-1725
- Aristodemo: tragedia; a cura e con introduzione di Benedetto Croce, Firenze: Le Monnier, 1948
- Aristodemo; a cura di Luigi Fassò, Riproduzione dell'edizione: Milano; Napoli: R. Ricciardi, 1956. V. 39, pp. 749–851, Classici Ricciardi n. 26, Torino: Giulio Einaudi, 1976